# Giacomo Naretti
Giacomo Naretti (Parella, 29 agosto 1831 – Asmara, 8 maggio 1899) è stato un artigiano e architetto italiano.
Giacomo Naretti fu un immigrato in Etiopia, fu anche di grande aiuto alle spedizioni italiane che nella seconda metà dell'Ottocento, sotto lo scopo dichiarato di esplorazione geografica, scientifica e commerciale, intanto preparavano la guerra che portò alla battaglia di Adua.
Divenne un operaio presso la corte etiopica dell'imperatore Giovanni IV d'Etiopia, dove dette una collaborazione nella costruzione di edifici a Maccale.

## Biografia
Naretti nacque il 29 agosto 1831 a Parella, un paesino di meno di 500 abitanti 8 km a ovest di Ivrea.
Figlio di contadini, imparò il mestiere di falegname; nel 1856, assieme al fratello Giuseppe (nato nel 1839) emigrò a Marsiglia dove in un primo tempo lavorò in una bottega di falegnameria e poi creò un suo proprio laboratorio. Nel 1864, al tempo della costruzione del Canale di Suez, emigrò ad Alessandria d'Egitto, dove i due fratelli impiantarono un attrezzato laboratorio di falegnameria. Nel 1870, seppe di lavori per la costruzione di infrastrutture in Etiopia e venne a contatto con la corte dell'Giovanni IV, a quel tempo ancora ras Cassa Darghiè, assieme ad un avventuriero francese, l'ingegnere Godineau, creò una compagnia di 13 artigiani, falegnami e fabbri, italiani, francesi e svizzeri, che andarono in Etiopia con la promessa di lavorare per la costruzione di telegrafo e ferrovie. Giunti ad Adua il 21 aprile 1871 si accorsero però che il vero intento di ras Cassa era avere a disposizione dei guerriglieri europei per la battaglia contro il rivale, ras Tacle Ghiorghis.
La compagnia si sciolse e gli artigiani lasciarono l'Etiopia: unico rimase Naretti che, pur rifiutandosi di partecipare alla battaglia, già aveva conquistato la benevolenza di ras Cassa. Quest'ultimo, dopo aver sconfitto il rivale, assunse il titolo di re (negus) e poco dopo ad Axum si fece incoronare imperatore.
Per la cerimonia dell'incoronazione Giacomo Naretti partecipò alla costruzione di un trono per il negus. Fece parte della squadra di artigiani per la costruzione di uno dei tre castelli nella città Macalle, come anche la chiesa della Santissima Trinità (Endà Sellassiè) in Adua, la chiesa di Debra Tabor, e quella di Enda Chidane Meret a Macallè.
Il 14 aprile 1876 Naretti sposò Teresa Zander figlia di un'abissina e di Christopher Eduard Zander (1813-1868), che era nato ad Anhalt in Germania e aveva lavorato per l'imperatore Teodoros, il predecessore di Johannes.
Nel 1877 Naretti chiese all'imperatore nove mesi di licenza e con la moglie tornò ad Alessandria, dove aveva lasciato il fratello, e fece anche visita al cognato, Kassa Magdala Zander, studente presso il monastero etiopico di Gerusalemme.
Alla fine del 1877 Naretti, con la moglie e col fratello Giuseppe, tornò a Massaua dove rimase bloccato per alcuni mesi a causa dell'insicurezza del percorso per Adua per la ribellione di ras Uolde Michael. Qui incontrò la spedizione italiana guidata da Pellegrino Matteucci, per la quale chiese all'imperatore, ed ottenne, il permesso di entrare in Etiopia, e che guidò sino ad Adua e poi a Debra Tabor dove allora si trovava l'imperatore.
Naretti fece il doppiogiochista e diede un aiuto agli esploratori, come Gustavo Bianchi, Orazio Antinori, Antonio Cecchi, Gerhard Rohlfs.
Nel 1885, in seguito all'occupazione del porto di Massaua da parte delle truppe italiane, la posizione di Naretti presso la corte imperiale si fece difficile, per cui chiese ed ottenne un permesso di 18 mesi e tornò in Italia, accolto con onori da parte del governo. Arrivò a Parella il 28 settembre 1886, accolto dalla popolazione e dalle autorità locali. Qui rimase poco più di un anno.
All'inizio del 1888 Naretti tornò in Africa e si stabilì prima a Massaua, e poi ad Asmara dove morì l'8 maggio 1899 e tutte le autorità, tutti gli italiani, può dirsi, dimoranti in Asmara lo hanno accompagnato al cimitero secondo Ferdinando Martini, all'epoca governatore dell'Eritrea.
Naretti fu uomo di grande personalità colla sua onestà, col suo grande senso pratico e colla rettitudine, come scrisse l'esploratore Giuseppe Vigoni che lo conobbe bene.
Teresa Naretti, giovane, bella, intelligente, vivace, che parlava tre lingue europee e l'amarico e moltissimi dialetti locali, lavorò presso l'Amministrazione coloniale italiana fino al 1924 e fu interprete personale del generale Oreste Baratieri, all'epoca della battaglia di Adua. Rimasta vedova, sposò Luigi Naretti, fotografo coloniale di fama internazionale e presunto cugino di Giacomo. Visse ad Asmara dove morì nel 1948 all'età di 86 anni.

## Le opere di Naretti
Durante la sua permanenza in Etiopia partecipò nella squadra per la costruzione di infrastrutture per ordine dell'imperatore Giovanni IV che realizzò le seguenti opere:
- Adua m.1907 - Chiesa della SS. Trinità (Endà Sellassiè) che corona il più elevato dei tre poggi della città, edificio circolare abissino.
- Debrà Tabòr m.2945 - Su monte Debrà Tabòr di 3068, monte che ha dato il nome alla città, una chiesa, un edificio imponente circolare in muratura.
- Macallè m.2062 - Vecchia chiesa di Endà Chidanè Merèt, a pianta rettangolare e merlata diviso in 3 navate da 4 pilastri (completamente ricostruita in altre forme).
- Giacomo Naretti partecipò alla costruzione di un castello di re Giovanni IV. La tecnica costruttiva prende esempio dallo stile axumita, tecnica predominante nella regione del Tigre, esso è munito di due cinte.

## Il diario di Naretti
A Parella nel 1886 Naretti scrisse il diario della sua vita avventurosa: 742 pagine di taccuino formato 21 x 14 cm, scritte con grafia abbastanza leggibile, ma in un italiano ruspante e qualche volta di difficile interpretazione, che dà al racconto un affascinante sapore "naif".
L'originale di questo diario, già facente parte della dispersa collezione del principe Ginori Conti, fu acquistata dal professore Robert L. Hess, studioso della storia dell'Africa orientale, ed è ora custodito dal prof. Alberto Sbacchi, fino a poco tempo fa professore di storia presso l'Atlantic Union College di South Lancaster nel Massachusetts.
Nel 2004 l'Associazione di Storia ed Arte Canavesana - A.S.A.C. - Ivrea, Piazza Ottinetti 20, ha pubblicato un volume di 496 pagine, intitolato Giacomo Naretti alla corte del negus Johannes IV d'Etiopia - Diari 1856-1881, a cura di Alberto Sbacchi e Gino Vernetto, contenente: una dotta Introduzione Storica del prof. Sbacchi, ossia un trattato delle relazioni italo-etiopiche in quel periodo alla luce del diario di Naretti con una ricchissima bibliografia (pp. 19–207); la riproduzione delle prime 17 pagine dell'originale del diario; la traduzione in lingua italiana corretta del diario (pp. 227–410); un'ampia raccolta di scritti riguardanti il Naretti, apparsi su libri e giornali antichi e recenti; 31 illustrazioni.